# Bain de poussière

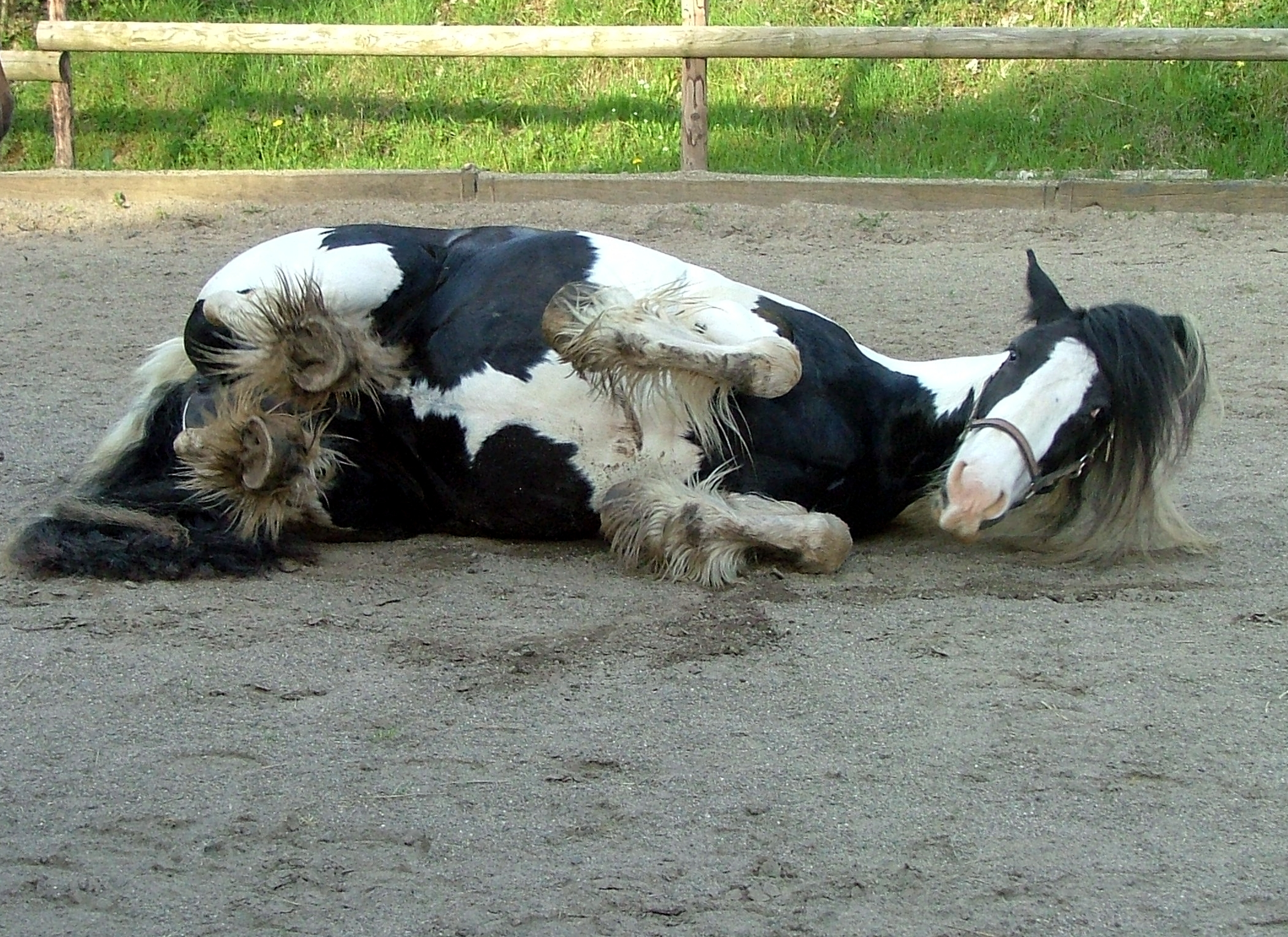
Un cheval se roulant dans le sable

Un bain de poussière ou de sable est un acte pratiqué par certains animaux, durant lequel ils se roulent et se frottent dans de la poussière, du sable ou de la terre sèche. Ceci peut servir à nettoyer leur peau, fourrure ou plumage, à se débarrasser de parasites, à éliminer l'excédent de sébum ou encore à se sécher.

## Dans la nature
Les bains de poussière sont nécessaires pour certains animaux et servent à nettoyer les plumes, la peau ou la fourrure comme ils pourraient le faire en se baignant dans l'eau ou en se roulant dans la boue. Les oiseaux se blottissent sur le sol et remuent leur corps ou battent des ailes pour disperser la poussière dans l'air. Ce bain de poussière est souvent suivi d'un toilettage (lissage des plumes et réajustement de celles-ci). Les oiseaux sans glande uropygienne se reposent sur les bains de poussière pour garder leurs plumes propres et sèches.
Beaucoup d'animaux, comme les chevaux, se roulent également dans le sable ou la poussière pour éloigner les mouches et autres parasites, ou pour sécher plus vite après un exercice ou après avoir été mouillé.
Les bains de sable ou de terre sèche pris en commun peuvent jouer en plus un rôle social. Ils contribueraient à apaiser le groupe par contact physique et mélange des odeurs. C'est le cas chez des rongeurs comme les Chinchillidae.

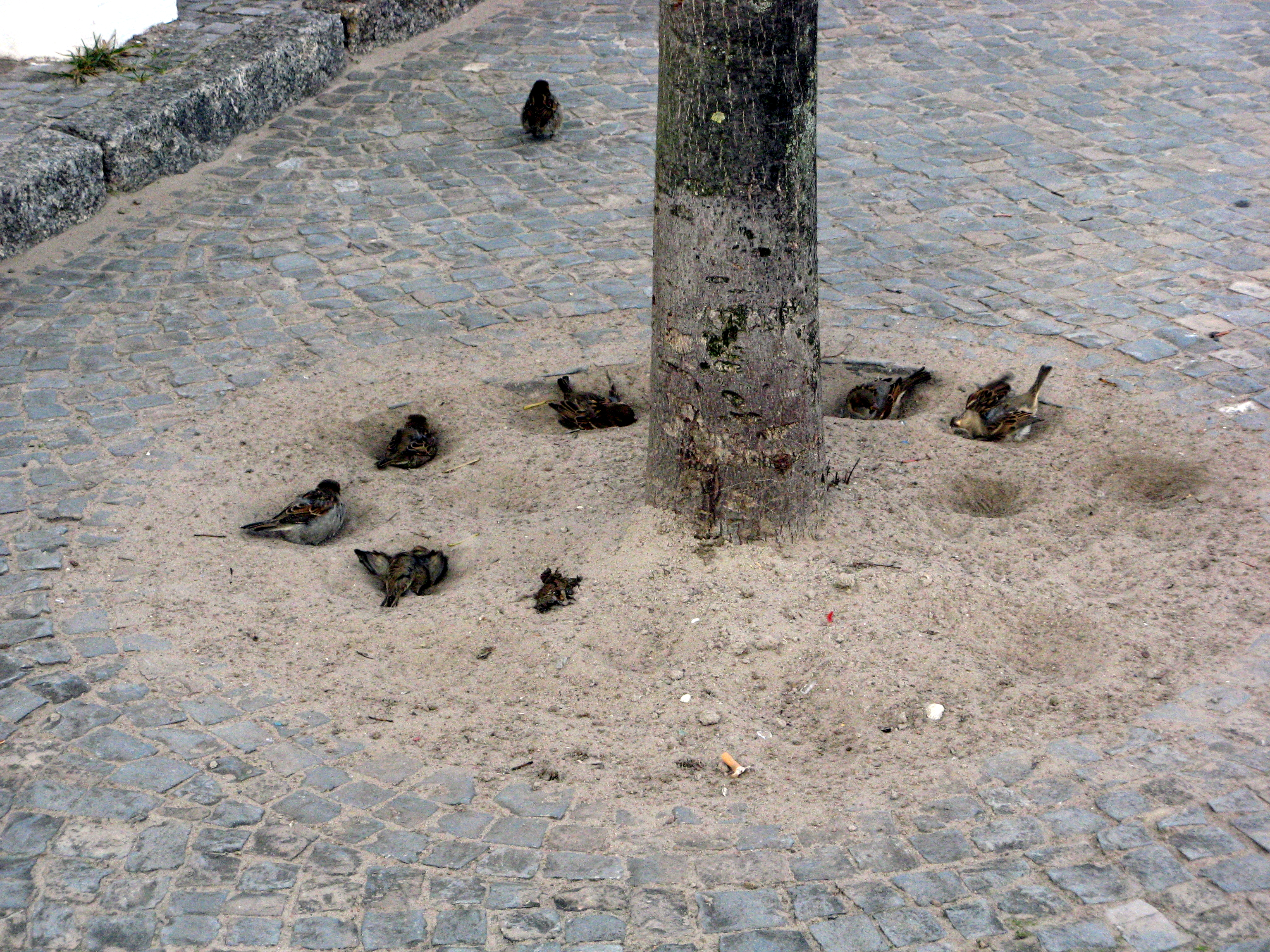
Moineaux
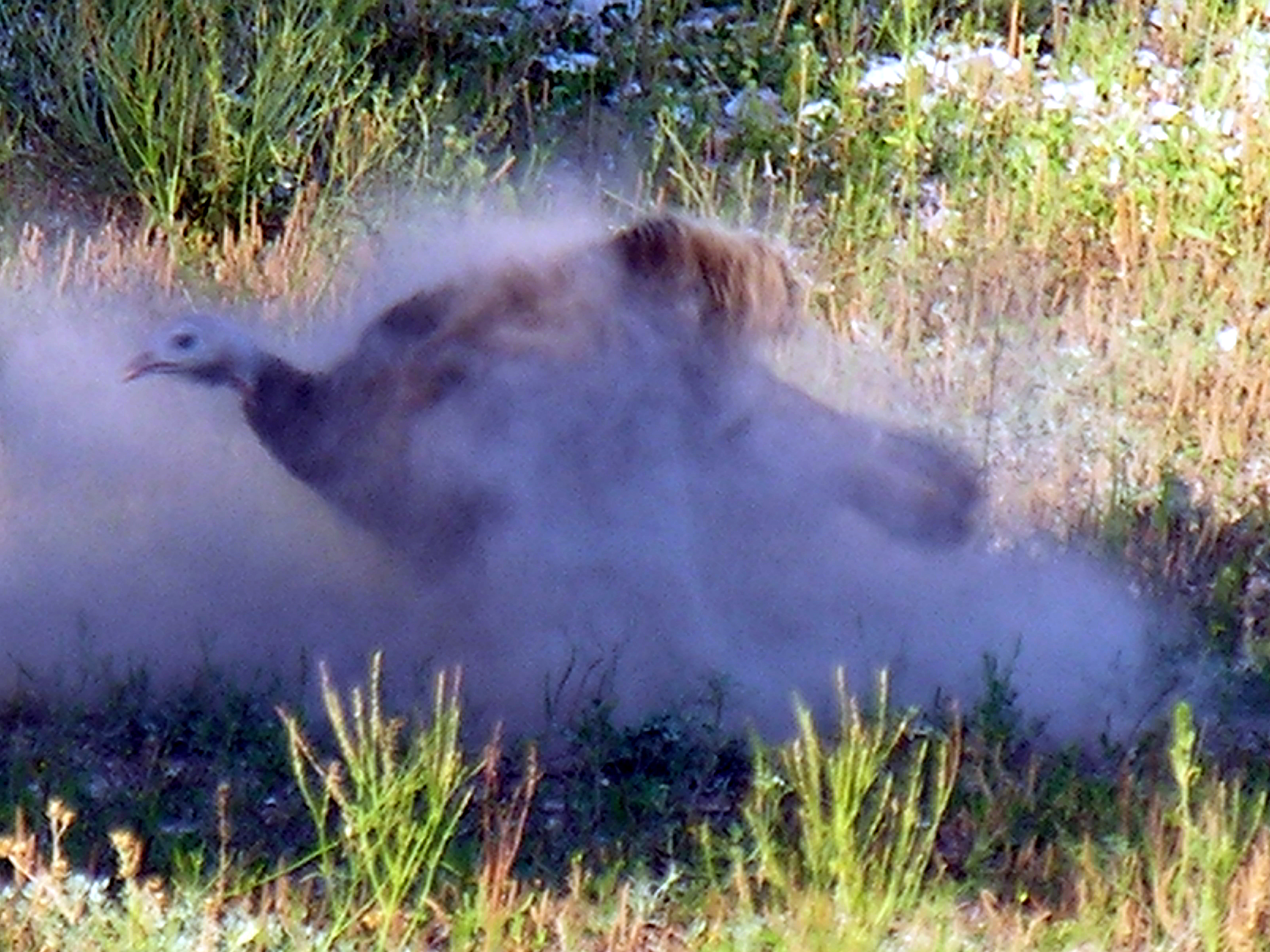
Dinde
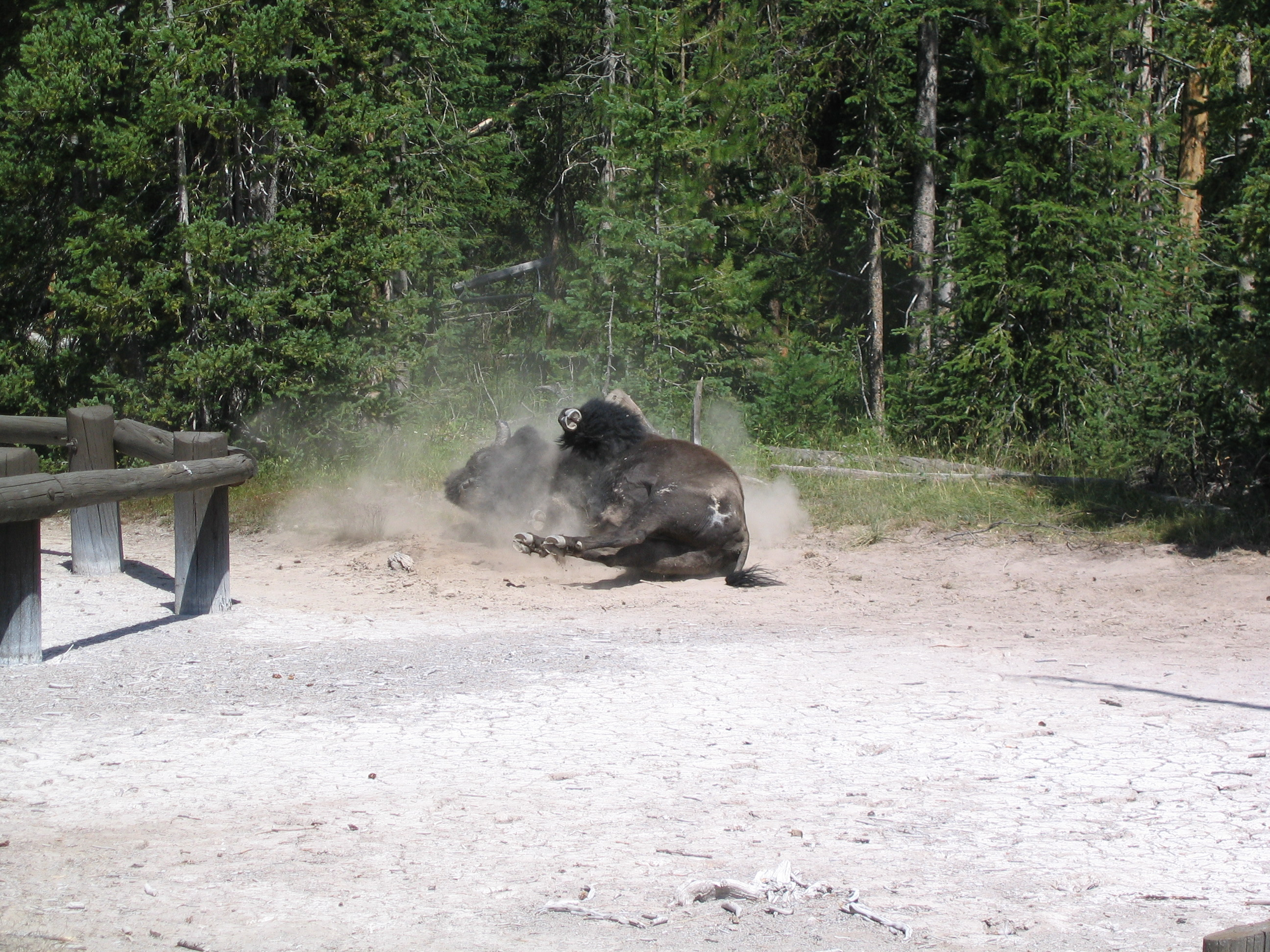
Bison
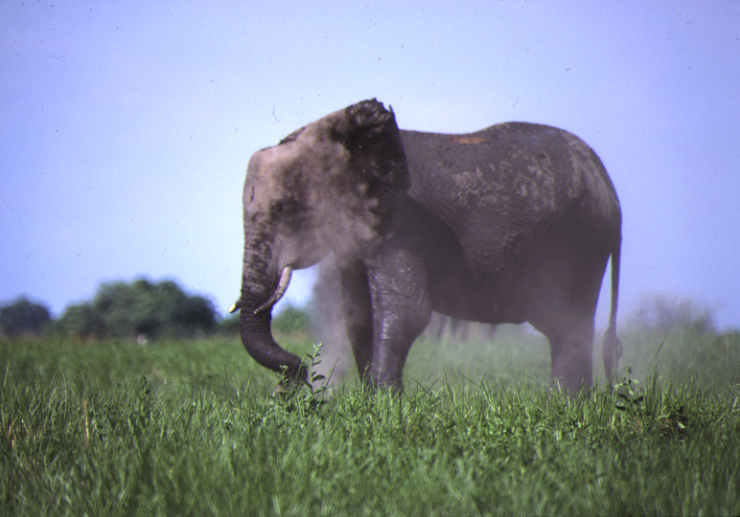
Éléphant

## En captivité
En captivité, pour les petits animaux qui pratiquent ce type de bain, il existe dans le commerce du sable très fin, appelé « sable à chinchilla » ou bien du sable pour les oiseaux, qu'il convient d'offrir régulièrement dans un récipient adapté.

## Chez l'homme

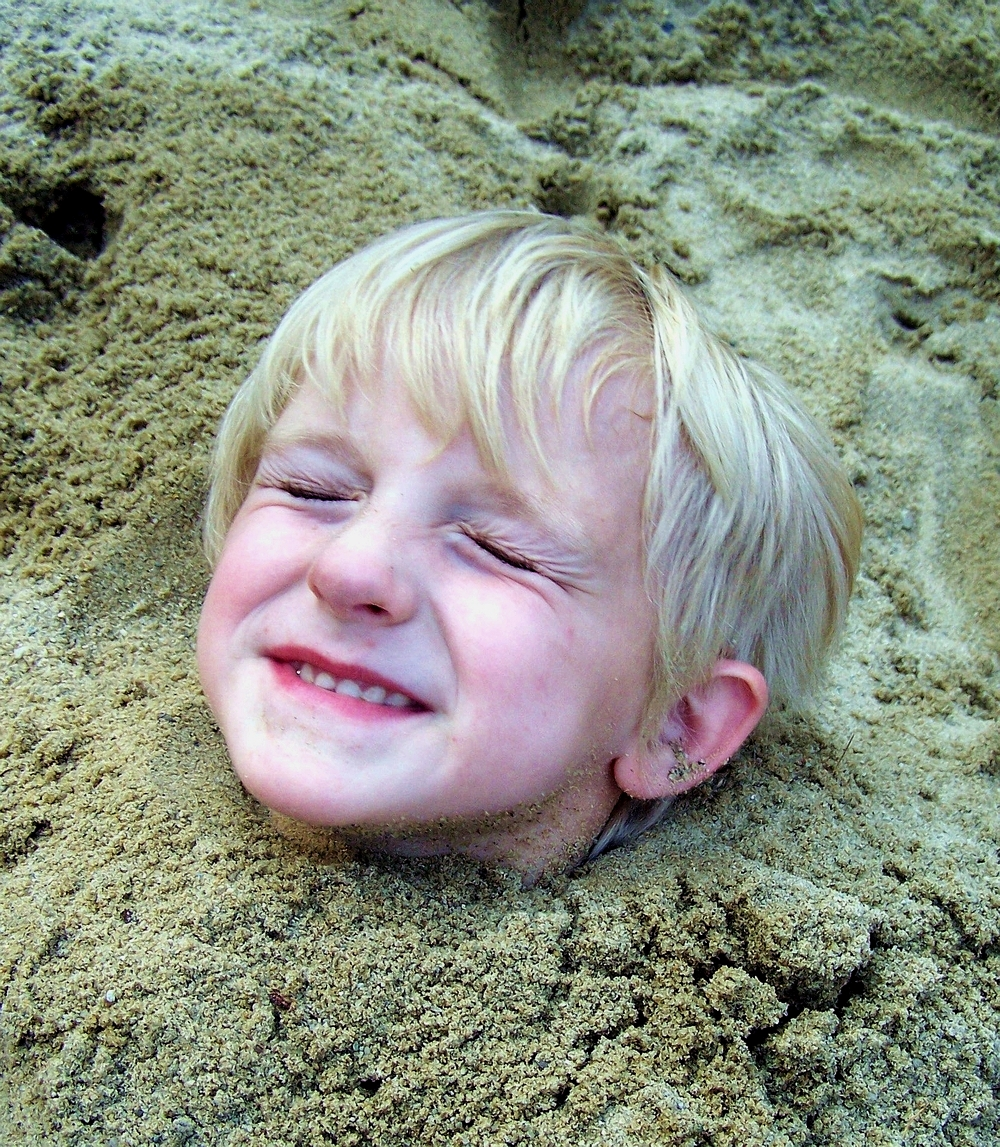
Pour les humains, le bain de sable est une thérapie, ou un jeu qui peut s'avérer dangereux.

Les humains pratiquent aussi les bains de sable, en s'enterrant quelques minutes dans le sable très chaud des dunes du Sahara. C'est la psammatothérapie. Ce traitement serait efficace contre les rhumatismes, la polyarthrite, les lombalgies et certaines maladies de peau, mais ces bains de sable pourrait également servir d'un substitut pratique aux bains d'eau[réf. nécessaire].

Des conditions approchantes sont recréées artificiellement dans certains établissements de thalassothérapie. C'est l'arénothérapie. Ce traitement serait efficace pour l'élimination des toxines, des excédents d'eau, etc.
Le bain de sable est un jeu de plage, mortel s'il empêche les mouvements des poumons.